# Lijst van 25 meest bedreigde schildpadsoorten
Onderstaand een lijst van de 25 meest bedreigde soorten schildpadden, gesorteerd op wetenschappelijke naam. 
| Nederlandse naam                | Wetenschappelijke naam                                | Verspreiding                                                                    | Beschermingsstatus                    | Afbeelding                       |
| ------------------------------- | ----------------------------------------------------- | ------------------------------------------------------------------------------- | ------------------------------------- | -------------------------------- |
| Batagurschildpad                | Batagur baska Gray, 1831                              | Bangladesh, Cambodja, India, Indonesië, Maleisië, Myanmar, Thailand en Vietnam. | Kritiek Website IUCN                  |                                  |
| Geen                            | Batagur trivittata Duméril & Bibron, DAT              | Myanmar, mogelijk ook in China.                                                 | Bedreigd Website IUCN                 |                                  |
| Callagurschildpad               | Callagur borneoensis Schlegel & Müller, 1929          | Indonesië, Maleisië en Thailand                                                 | Kritiek Website IUCN                  |                                  |
| McCords slangenhalsschildpad    | Chelodina mccordi Rhodin, 1994                        | Indonesië, alleen op Roti                                                       | Kritiek Website IUCN                  |                                  |
| Geen                            | Chitra chitra Gray, 1831                              | Maleisië en Thailand                                                            | Kritiek Website IUCN                  |                                  |
| Driestreepdoosschildpad         | Cuora trifasciata Bell, 1825                          | China                                                                           | Kritiek Website IUCN                  |                                  |
| Mühlenbergs schildpad           | Glyptemys muhlenbergii Schoepff, 1801                 | Verenigde Staten                                                                | Bedreigd Website IUCN                 |                                  |
| Tabascoschildpad                | Dermatemys mawii Gray, 1847                           | Belize, Guatemala, Honduras, Mexico.                                            | Kritiek Website IUCN                  |                                  |
| Geen                            | Elusor macrurus Cann & Legler, 1994                   | Australië                                                                       | Kritiek Website IUCN                  |                                  |
| Madagaskarscheenplaatschildpad  | Erymnochelys madagascariensis Grandidier, 1867        | Madagaskar                                                                      | Bedreigd Website IUCN                 |                                  |
| Galapagosreuzenschildpad        | Geochelone nigra abingdoni Günther, 1877              | Galapagoseilanden                                                               | Uitgestorven in het wild Website IUCN |                                  |
| Geen                            | Geochelone platynota Blyth, 1863                      | Myanmar                                                                         | Kritiek Website IUCN                  |                                  |
| Madagaskarschildpad             | Geochelone yniphora Vaillant, 1885                    | Madagaskar                                                                      | Bedreigd Website IUCN                 |                                  |
| Geen                            | Graptemys flavimaculata Cagle, 1954                   | Verenigde Staten                                                                | Bedreigd Website IUCN                 |                                  |
| Arakan-aardschildpad            | Heosemys depressa Anderson, 1875                      | Myanmar                                                                         | Kritiek Website IUCN                  |                                  |
| Filipijnse aardschildpad        | Heosemys leytensis Taylor, 1920                       | Filipijnen                                                                      | Kritiek Website IUCN                  |                                  |
| Gezaagde platte schildpad       | Homopus signatus cafer Daudin, 1802                   | Zuid-Afrika                                                                     | kwetsbaar Website IUCN                |                                  |
| Sulawesi aardschildpad          | Leucocephalon yuwonoi) McCord, Iverson & Boeadi, 1995 | Indonesië, alleen op Celebes (Sulawesi)                                         | Kritiek Website IUCN                  | Plaats uw zelfgemaakte foto hier |
| Annam-waterschildpad            | Mauremys annamensis Siebenrock, 1903                  | Centraal Vietnam                                                                | Kritiek Website IUCN                  |                                  |
| Colombiaanse kikkerkopschildpad | Mesoclemmys dahli Zangerl & Medem, 1958               | Colombia                                                                        | Kritiek Website IUCN                  | Plaats uw zelfgemaakte foto hier |
| Geometrische landschildpad      | Psammobates geometricus Linnaeus, 1758                | Zuid-Afrika                                                                     | Bedreigd Website IUCN                 |                                  |
| Onechte spitskopschildpad       | Pseudemydura umbrina Siebenrock, 1901                 | Australië                                                                       | Kritiek Website IUCN                  |                                  |
| Madagaskarplatstaartschildpad   | Pyxis planicauda Grandidier, 1867                     | Madagaskar                                                                      | Bedreigd Website IUCN                 |                                  |
| Yangtze-weekschildpad           | Rafetus swinhoei Gray, 1873                           | Zuidelijk China, mogelijk Vietnam                                               | Kritiek Website IUCN                  |                                  |
| Egyptische landschildpad        | Testudo kleinmanni Lortet, 1883                       | Egypte, Israël, Libië                                                           | Kritiek Website IUCN                  |                                  |